# Кончарев Край
44°49′ пн. ш. 15°34′ сх. д. / 44.82° пн. ш. 15.56° сх. д.
Кончарев Край (хорв. Končarev Kraj) — населений пункт у Хорватії, у Лицько-Сенській жупанії у складі громади Плитвицька Єзера.

## Населення
Населення за даними перепису 2011 року становило 1 осіб.
Динаміка чисельності населення поселення:

## Клімат
Середня річна температура становить 7,43 °C, середня максимальна – 21,22 °C, а середня мінімальна – -7,94 °C. Середня річна кількість опадів – 1387 мм.
| Клімат поселення                              | Клімат поселення | Клімат поселення | Клімат поселення | Клімат поселення | Клімат поселення | Клімат поселення | Клімат поселення | Клімат поселення | Клімат поселення | Клімат поселення | Клімат поселення | Клімат поселення | Клімат поселення |
| Показник                                      | Січ.             | Лют.             | Бер.             | Квіт.            | Трав.            | Черв.            | Лип.             | Серп.            | Вер.             | Жовт.            | Лист.            | Груд.            |                  |
| Середній максимум, °C                         | 5,16             | 5,79             | 8,89             | 12,84            | 17,83            | 21,22            | 21,22            | 20,66            | 16,94            | 12,55            | 7,31             | 3,54             |                  |
| Середня температура, °C                       | −1,4             | −0,75            | 2,34             | 6,28             | 11,29            | 14,65            | 16,96            | 16,41            | 12,70            | 8,30             | 3,07             | −0,72            |                  |
| Середній мінімум, °C                          | −7,94            | −7,31            | −4,21            | −0,28            | 4,74             | 8,10             | 12,72            | 12,15            | 8,44             | 4,05             | −1,18            | −4,96            |                  |
| Норма опадів, мм                              | 95               | 100              | 104              | 119              | 105              | 107              | 79               | 95               | 131              | 148              | 169              | 135              |                  |
| Середньомісячна швидкість вітру, м/с          | 2.07             | 2.18             | 2.45             | 2.38             | 2.21             | 1.98             | 1.94             | 1.84             | 1.90             | 2.05             | 2.24             | 2.27             |                  |
| Середньомісячна сонячна радіація, кДж/м²·день | 4570             | 7199             | 10632            | 15031            | 19083            | 21094            | 22699            | 19376            | 14408            | 9339             | 4977             | 3805             |                  |
| --------------------------------------------- | ---------------- | ---------------- | ---------------- | ---------------- | ---------------- | ---------------- | ---------------- | ---------------- | ---------------- | ---------------- | ---------------- | ---------------- | ---------------- |
| Джерело:                                      |                  |                  |                  |                  |                  |                  |                  |                  |                  |                  |                  |                  |                  |